# 灵戈尔德 (佐治亚州)
靈戈爾德（英語：Ringgold）是一個位於美國喬治亞州卡圖薩縣的城市。根據2010年美國人口普查，該地人口為3580人，而該地的面積約為12.31平方千米。同時該地也是卡圖薩縣的縣治。

## 地理
靈戈爾德的座標為34°55′02″N 85°06′57″W / 34.91722°N 85.11583°W，而該地的平均海拔高度為237米（即778英尺）。